# Mswati al III-lea al Eswatiniului
Mswati al III-lea (născut Makhosetive Dlamini, n. 19 aprilie 1968) este rege al Eswatiniului și șeful familiei regale swazi. În 1986, el i-a succedat tatălui său Sobhuza al II-lea ca lider al regatului sud african, după o perioadă de patru ani de regență. În general este considerat a fi unul dintre ultimii monarhi absoluți ai lumii, el având autoritatea de a numi primul ministru, membrii cabinetului și ai justiției. Cu toate acestea, el este legat de o anumită tradiție swazi și nu are autoritatea de a-și alege moștenitorul.

## Biografie
Este unul dintre numeroșii fii ai regelui Sobhuza al II-lea (care a avut 70 de soții, 210 copii și în momentul decesului peste 1000 de nepoți) și singurul copil al mamei sale, Ntombi Tfwala. S-a născut la spitalul Raleigh Fitkin Memorial cu patru luni înainte ca Swaziland să-și câștige independența față de Marea Britanie. Numele său de botez este Makhosetive (Regele Națiunilor).
Când tatăl său a murit de pneumonie în 1982, Marele Consiliu al Statului (Liqoqo) l-a ales pe tânărul prinț Makhosetive, care avea 14 ani, să devină viitorul rege.  În următorii patru ani, două dintre soțiile lui Sobhuza au exercitat funcția de regent: regina Dzeliwe Shonwe (1982-1983), apoi Ntombi Thwala (1983-1986), în timp ce prințul și-a continuat educația în Anglia urmând școala Sherborne.